# Os in sinu tarsi
Os in sinu tarsi is de benaming voor een accessoir voetwortelbeentje dat soms als extra ossificatiepunt ontstaat gedurende de embryonale ontwikkeling. Bij de mensen bij wie het botje voorkomt, bevindt het botje zich in de sinus tarsi, tussen sprong- en hielbeen in.
Op röntgenfoto's wordt een os in sinu tarsi soms onterecht aangemerkt als afwijkend, losliggend botdeel of als fractuur.